# 新吉田東
新吉田東（しんよしだひがし）は、神奈川県横浜市港北区の町名。現行行政地名は新吉田東一丁目から新吉田東八丁目。住居表示実施済区域。

## 地理
港北区の西部に位置し、川を挟んで東に綱島西、南東に綱島上町、川を挟んで南に大倉山、南西に新羽町、西に新吉田町、川を挟んで北に高田西と高田東と接している。

### 河川
- 鶴見川
- 早渕川

### 地価
住宅地の地価は、2025年（令和7年）1月1日の公示地価によると、新吉田東二丁目18-6の地点で31万7000円/m²、新吉田東四丁目6-8の地点で27万2000円/m²、新吉田東五丁目20-5の地点で32万6000円/m²、新吉田東六丁目40-3の地点で33万8000円/m²、新吉田東八丁目13-1の地点で28万7000円/m²となっている。

## 歴史

### 沿革
- 2003年（平成15年）10月27日 - 住居表示の実施に伴い、新吉田町の一部から新吉田東一丁目、新吉田東二丁目、新吉田東三丁目、新吉田東四丁目を新設[11]。
- 2004年（平成16年）10月18日 - 住居表示の実施に伴い、新吉田町、綱島上町の各一部から新吉田東五丁目、新吉田東六丁目を新設[11]。
- 2005年（平成17年）10月31日 - 住居表示の実施に伴い、新吉田町、綱島上町、新羽町、太尾町の各一部から新吉田東七丁目、新吉田東八丁目を新設[12]。
- 2009年（平成21年）10月19日 - 住居表示の実施に伴い、太尾町の一部を新吉田東七丁目に編入[12]。

### 町名の変遷
| 実施後         | 実施年月日                 | 実施前（各町名ともその一部）                 |
| -------------- | -------------------------- | -------------------------------------------- |
| 新吉田東一丁目 | 2003年（平成15年）10月27日 | 新吉田町（一部）                             |
| 新吉田東二丁目 | 2003年（平成15年）10月27日 | 新吉田町（一部）                             |
| 新吉田東三丁目 | 2003年（平成15年）10月27日 | 新吉田町（一部）                             |
| 新吉田東四丁目 | 2003年（平成15年）10月27日 | 新吉田町（一部）                             |
| 新吉田東五丁目 | 2004年（平成16年）10月18日 | 新吉田町（一部）                             |
| 新吉田東六丁目 | 2004年（平成16年）10月18日 | 新吉田町、綱島上町（各一部）                 |
| 新吉田東七丁目 | 2005年（平成17年）10月31日 | 新吉田町、綱島上町、新羽町、太尾町（各一部） |
| 新吉田東七丁目 | 2009年（平成21年）10月19日 | 太尾町（一部）                               |
| 新吉田東八丁目 | 2005年（平成17年）10月31日 | 新吉田町、新羽町（各一部）                   |

## 世帯数と人口
2025年（令和7年）6月30日現在（横浜市発表）の世帯数と人口は以下の通りである。
| 丁目           | 世帯数     | 人口     |
| -------------- | ---------- | -------- |
| 新吉田東一丁目 | 1,750世帯  | 3,475人  |
| 新吉田東二丁目 | 1,122世帯  | 2,512人  |
| 新吉田東三丁目 | 1,187世帯  | 2,522人  |
| 新吉田東四丁目 | 524世帯    | 1,291人  |
| 新吉田東五丁目 | 1,744世帯  | 3,644人  |
| 新吉田東六丁目 | 1,962世帯  | 3,993人  |
| 新吉田東七丁目 | 664世帯    | 1,362人  |
| 新吉田東八丁目 | 2,500世帯  | 5,665人  |
| 計             | 11,453世帯 | 24,464人 |

### 人口の変遷
国勢調査による人口の推移。
| 年                 | 人口   |
| ------------------ | ------ |
| 2005年（平成17年） | 16,364 |
| 2010年（平成22年） | 22,681 |
| 2015年（平成27年） | 23,634 |
| 2020年（令和2年）  | 24,081 |

### 世帯数の変遷
国勢調査による世帯数の推移。
| 年                 | 世帯数 |
| ------------------ | ------ |
| 2005年（平成17年） | 6,603  |
| 2010年（平成22年） | 9,363  |
| 2015年（平成27年） | 9,933  |
| 2020年（令和2年）  | 10,460 |

## 学区
市立小・中学校に通う場合、学区は以下の通りとなる（2024年11月時点）。
| 丁目           | 番・番地等                                                                         | 小学校                   | 中学校             |
| -------------- | ---------------------------------------------------------------------------------- | ------------------------ | ------------------ |
| 新吉田東一丁目 | 1番〜43番、44番4号〜最終号 54番1〜12号、55番 56番11号〜最終号 62番1〜6号、63〜79番 | 横浜市立新吉田小学校     | 横浜市立新田中学校 |
| 新吉田東一丁目 | 44番1〜3号、45〜53番 54番13号〜最終号、56番1〜10号 57〜61番、62番7号〜最終号       | 横浜市立新吉田第二小学校 | 横浜市立新田中学校 |
| 新吉田東二丁目 | 9〜26番                                                                            | 横浜市立新吉田第二小学校 | 横浜市立新田中学校 |
| 新吉田東二丁目 | 1〜8番                                                                             | 横浜市立新吉田小学校     | 横浜市立新田中学校 |
| 新吉田東三丁目 | 全域                                                                               | 横浜市立新吉田第二小学校 | 横浜市立新田中学校 |
| 新吉田東四丁目 | 全域                                                                               | 横浜市立新吉田小学校     | 横浜市立新田中学校 |
| 新吉田東五丁目 | 全域                                                                               | 横浜市立新吉田小学校     | 横浜市立新田中学校 |
| 新吉田東六丁目 | 全域                                                                               | 横浜市立新吉田小学校     | 横浜市立新田中学校 |
| 新吉田東七丁目 | 1〜25番、26番15号〜最終号                                                          | 横浜市立新吉田小学校     | 横浜市立新田中学校 |
| 新吉田東七丁目 | 26番1〜14号 27番以降                                                               | 横浜市立新田小学校       | 横浜市立新羽中学校 |
| 新吉田東八丁目 | 全域                                                                               | 横浜市立新田小学校       | 横浜市立新羽中学校 |

## 事業所
2021年（令和3年）現在の経済センサス調査による事業所数と従業員数は以下の通りである。
| 丁目           | 事業所数  | 従業員数 |
| -------------- | --------- | -------- |
| 新吉田東一丁目 | 49事業所  | 211人    |
| 新吉田東二丁目 | 25事業所  | 90人     |
| 新吉田東三丁目 | 78事業所  | 1,033人  |
| 新吉田東四丁目 | 28事業所  | 361人    |
| 新吉田東五丁目 | 56事業所  | 377人    |
| 新吉田東六丁目 | 45事業所  | 306人    |
| 新吉田東七丁目 | 30事業所  | 253人    |
| 新吉田東八丁目 | 133事業所 | 1,828人  |
| 計             | 444事業所 | 4,459人  |

### 事業者数の変遷
経済センサスによる事業所数の推移。
| 年                 | 事業者数 |
| ------------------ | -------- |
| 2016年（平成28年） | 449      |
| 2021年（令和3年）  | 444      |

### 従業員数の変遷
経済センサスによる従業員数の推移。
| 年                 | 従業員数 |
| ------------------ | -------- |
| 2016年（平成28年） | 4,327    |
| 2021年（令和3年）  | 4,459    |

## 施設
- 横浜市立新吉田小学校
- 横浜市立新田中学校
- 横浜新吉田郵便局[20]
- イオン横浜新吉田ショッピングセンター
- オーケー 新吉田店[21]

## 遺跡
- カネ塚古墳

## その他

### 日本郵便
- 郵便番号 : 223-0058[3]（集配局：綱島郵便局[22]）

### 警察
町内の警察の管轄区域は以下の通りである。
| 丁目           | 番・番地等 | 警察署     | 交番・駐在所 |
| -------------- | ---------- | ---------- | ------------ |
| 新吉田東一丁目 | 全域       | 港北警察署 | 吉田口交番   |
| 新吉田東二丁目 | 全域       | 港北警察署 | 吉田口交番   |
| 新吉田東三丁目 | 全域       | 港北警察署 | 吉田口交番   |
| 新吉田東四丁目 | 全域       | 港北警察署 | 吉田口交番   |
| 新吉田東五丁目 | 全域       | 港北警察署 | 吉田口交番   |
| 新吉田東六丁目 | 全域       | 港北警察署 | 吉田口交番   |
| 新吉田東七丁目 | 全域       | 港北警察署 | 新羽駅前交番 |
| 新吉田東八丁目 | 全域       | 港北警察署 | 新羽駅前交番 |